# Tamara Adrián
Tamara Adrián (Caracas, 20 de fevereiro de 1954) é uma ativista, professora, advogada e deputada venezuelana eleita em 2015. É a primeira pessoa trans a assumir um cargo de Congressista na Venezuela, e também a segunda mulher trans em um cargo legislativo nacional no Hemisfério Ocidental.A mídia inicialmente a apresentou como a primeira parlamentar transgênero das Américas, mas isso foi corrigido mais tarde, uma vez que Michelle Suárez Bértora já havia sido eleita para o Senado do Uruguai em 2014.
É filiada ao partido Vontade Popular, que constitui uma das frentes de oposição ao governo liderado pelo Partido Socialista Unido da Venezuela (PSUV) de Nicolás Maduro. Adrián fez seu juramento de posse na Assembleia Nacional da Venezuela em 14 de janeiro de 2015. Em seu mandato, trabalha para promover o acesso adequado aos registros públicos sobre identidade, casamento entre pessoas do mesmo sexo e direitos humanos.

## Biografia
Tamara Adrián nasceu em Caracas, em 20 de fevereiro de 1954, como Tomás Mariano Adrián Hernández e fez sua cirurgia de redesignação sexual na Tailândia em 2002. Filha de uma família de classe média, foi educada convencionalmente. Aos 3 anos, ela começou a perceber que havia uma incompatibilidade entre seu gênero externo e interno. Seus pais a levaram para tratamento psicológico para fazer com que Tamara aceitasse um gênero o qual não se sentia identificada. Sua mãe faleceu antes de ver sua completa mudança sexual e seu pai ainda a chama por seu nome de nascimento.
Tamara graduou-se em Direito pela Universidade Católica Andrés Bello em 1976. Na França, em 1982, obteve tanto o título de doutorado em Direito, com altas honrarias, pela Universidade Panthéon-Assas como também foi diplomada em Direito comparado pelo Paris Institute of Comparative Law.
Em 2016, Tamara concluiu o Programa Senior Executives in State and Local Government na Escola de Governo John F. Kennedy junto ao Programa David Bohnett Leaders Fellowship em parceria com o LGBTQ Victory Institute, Instituição que prepara líderes LGBTQ para cargos executivos.
Antes de sua eleição para a legislatura venezuelana, atuou como advogada e ativista LGBT como membro do Conselho de Administração da Associação Internacional de Lésbicas, Gays, Bissexuais, Trans e Intersexo e do Comitê Organizador do Dia Internacional Contra a Homofobia, a Transfobia e a Bifobia. Adrián também atua como professora de Direito na Universidade Central da Venezuela. Ao se candidatar para o cargo de deputada, foi forçada a registrar o seu nome de nascimento masculino porque a lei venezuelana não permite a mudança de nome por uma pessoa transgênero. Em 2004, apresentou um habeas data ao Supremo Tribunal de Justiça para que sua identidade fosse legalmente reconhecida; até esse ano, ainda não havia sido concedido. A Comissão Interamericana de Direitos Humanos interveio no processo.
Tamara Adrián acredita que o estigma e a discriminação às pessoas trans estimulam a pobreza, a marginalização e a violência contra essa comunidade. Para ela, esses problemas são inaceitáveis sob as leis internacionais de direitos humanos. Em 2014, houve muitos protestos em relação às condições democráticas e econômicas da época. Em resposta a esses protestos, o presidente Nicolás Maduro ordenou a prisão de manifestantes políticos. Segundo Adrián, ela foi motivada a assumir um papel de governança no Parlamento em resposta às prisões de ativistas políticos em seu país. Em 2019, um relatório da Foro Penal, organização venezuelana de direitos humanos que presta assistência jurídica pro bono a pessoas e seus familiares que foram submetidos a detenções arbitrárias, mostrou que mais de 13.000 pessoas foram presas desde 2014 por causa dos protestos relacionados ao governo venezuelano.
No início de 2016, foi lançado na Venezuela um filme intitulado Tamara filmado por Elia Schneider, inspirado na vida de Tamara.

## Vida pessoal
Tamara conheceu no ativismo sua atual companheira, Maqui Márquez, e tornaram-se o primeiro casal lésbico legalmente reconhecido no país. Estão juntas há quase 25 anos.

## Prêmios
| Prêmio                                        | Ano  | Ref    |
| --------------------------------------------- | ---- | ------ |
| Prêmio de Direitos Humanos "Luis Maria Olaso" | 2009 | [ 23 ] |
| Prêmio Future of Manhood                      | 2018 | [ 24 ] |